# Dudleya crassifolia
Dudleya crassifolia är en fetbladsväxtart som beskrevs av Dodero och M.G.Simpson. Dudleya crassifolia ingår i släktet Dudleya och familjen fetbladsväxter. Inga underarter finns listade i Catalogue of Life.